# Futbol'nyj Klub Sodovik
Il Futbol'nyj Klub Sodovik (in russo Футбольный клуб Содовик?), meglio noto come Sodovik o Sodovik Sterlitamak, è stata una società calcistica russa con sede nella città di Sterlitamak.

## Storia
Fondato nel 1961, non partecipò mai ai campionati sovietici, ma esclusivamente a quelli della Repubblica di Baschiria; fu, invece, un'altra squadra di Sterlitamak, il Kaučuk, a disputare poche stagioni nei campionati nazionali sovietici di terza e quarta serie.
Con la fine dell'Unione Sovietica e la nascita del campionato russo di calcio prese di fatto il posto del Kaučuk, venendo collocato in Vtoraja Liga, la terza serie; mantenne la categoria fino al nascita della Tret'ja Liga, quarta serie del campionato, in cui fu immediatamente retrocesso. Dopo tre stagioni, nel 1996 vinse il proprio girone, tornando in Vtoraja Liga.
Dal 1998 la squadra si mantenne costantemente nelle prime posizioni (peggior risultato il sesto posto del 1998), senza riuscire ad ottenere la promozione. Nel settembre del 2004, quando era in lotta per salire di categoria fu coinvolto in uno scandalo passaporti relativo alla posizione del calciatore Zviad Jeladze, georgiano, ma dotato di un passaporto russo risultato falso: tutte le partite in cui era stato schierato Jeladze, cioè 26 delle prime 27. La squadra si ritrovò così ultima, con tre punti anziché i 60 conquistati sul campo; riuscì ugualmente a conquistare la salvezza vincendo 12 delle 13 partite rimaste.
L'anno seguente, però, ottenne finalmente la promozione, vincendo il proprio girone; conquistò anche la vittoria nella Kubok PFL. Con l'approdo in seconda serie cominciarono anche i problemi finanziari del club; dopo il sesto posto del 2006, la squadra finì ventunesima (praticamente ultima visto il ritiro dello Spartak-MZK Ryazan), retrocedendo e, contemporaneamente, il club fallì.

## Palmarès

### Competizioni nazionali
- Pervenstvo Professional'noj Futbol'noj Ligi: 1

2005 (Girone Volga-Urali)
- Kubok PFL: 1

2005
- Tret'ja Liga

1996 (Girone 6)

## Statistiche e record

### Partecipazione ai campionati
| Livello | Categoria       | Partecipazioni | Debutto | Ultima stagione | Totale |
| ------- | --------------- | -------------- | ------- | --------------- | ------ |
| 2º      | Pervyj divizion | 2              | 2006    | 2007            | 2      |
| 3º      | Vtoraja liga    | 3              | 1992    | 1997            | 11     |
| 3º      | Vtoroj divizion | 8              | 1998    | 2005            | 11     |
| 4º      | Tret'ja Liga    | 3              | 1994    | 1996            | 3      |